# Scia di von Kármán
Una scia vorticosa di von Kármán è una configurazione di scia caratterizzata dal distacco alternato di vortici che si verifica in alcuni corpi tozzi (corpi che presentano un distacco marcato dello strato limite). 
Le scie vorticose possono essere osservate solo all'interno di un dato intervallo di numeri di Reynolds {\displaystyle (Re)}. Il campo di variabilità di {\displaystyle Re} è influenzato da forma e dimensioni del corpo che causa il fenomeno, ovvero della viscosità cinematica del fluido. Il fenomeno prende nome dal fluidodinamico e ingegnere Theodore von Kármán.
In condizioni idonee per il numero di Reynolds si ha la formazione di due schiere di vortici una opposta all'altra. Quest'ultima porta il centro del vortice di una schiera ad essere corrispondente al punto medio tra due vortici della schiera opposta.

## Generazione di vibrazioni

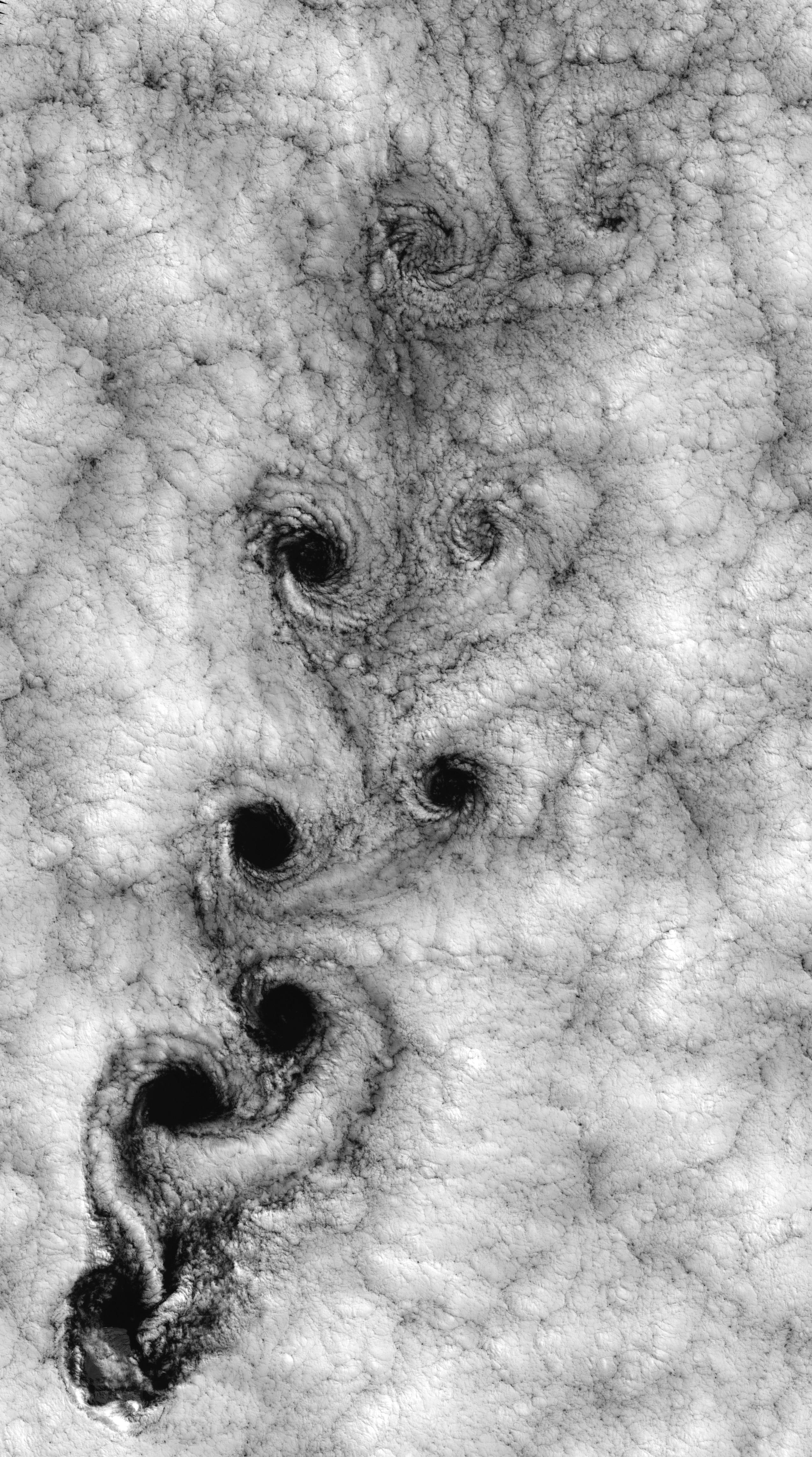
Una coltre di nubi incontra un'isola: immagine ripresa il 15 settembre 1999 dal satellite Landsat 7 al largo delle coste cilene sopra le Isole Juan Fernández.

Come conseguenza della formazione di un vortice si ha una modificazione della distribuzione delle pressioni attorno al corpo. Conseguentemente, una formazione alternata di vortici genera forze variabili periodicamente e quindi una vibrazione del corpo. Qualora la frequenza di formazione dei vortici si avvicini alla frequenza naturale di vibrazione del corpo si ha il fenomeno della risonanza del medesimo. Esempi di fenomeni di questo tipo: vibrazione dei cavi telefonici; vibrazione più intensa dell'antenna dell'autoradio a date velocità; fluttuazione delle finestre avvolgibili (veneziane) quando il vento le attraversa; vibrazione dei tiranti dei ponti strallati.
In un primo momento si era pensato che il distacco dei vortici avesse provocato il crollo del ponte sul fiume Tacoma, mentre la causa del cedimento è stato un fenomeno aeroelastico noto come flutter.
Il fenomeno del distacco dei vortici deve essere preso in considerazione in fase di progettazione di strutture quali periscopi per sottomarini oppure ciminiere industriali. Un metodo per evitarlo è inserire degli elementi di disturbo del flusso. Se la struttura ha forma cilindrica, l'impiego di pinne di lunghezza maggiore del diametro consente di evitare la formazione delle scie vorticose. Poiché nel caso di edifici o antenne il vento può avere direzione qualsiasi, si impiegano elementi a profilo elicoidale simili a filetti. Questi vengono montati nella porzione apicale delle strutture, generando un flusso asimmetrico tridimensionale che riduce la formazione alternata di vortici.
Nel caso di un cilindro circolare, la frequenza di formazione dei vortici è data dalla formula empirica:
{\displaystyle {fd \over u}=0,\!198\,\left(1-{19,\!7 \over \mathrm {Re} }\right)}
dove:
- {\displaystyle f} = frequenza di distacco dei vortici
- {\displaystyle d} = diametro del cilindro
- {\displaystyle u} = velocità di flusso indisturbato (velocità del fluido nel campo lontano dal cilindro).

La relazione descritta vale in genere per numeri di Reynolds compresi tra 250 e 200000. Il parametro adimensionale:
{\displaystyle \mathrm {St} ={fd \over u}}
è noto come numero di Strouhal, dal nome del fisico ceco Vincent Strouhal, che per primo ha investigato le vibrazioni dei cavi telefonici nel 1878.

## Insetti
Studi recenti hanno dimostrato come insetti quali le api ricavino energia dai vortici durante il volo. Gli insetti ruotano le ali prima che queste inizino la loro corsa di ritorno. In questo modo queste possono essere sollevate dai vortici che si sono creati durante la corsa di andata. L'elevata frequenza del battito d'ali di un insetto porta alla formazione di centinaia di vortici al secondo che, a differenza del caso visto in precedenza, porta ad uno schema simmetrico di vortici che consente il movimento in una data direzione.

## Il crollo del Ponte di Tacoma Narrows
Questo effetto si pensava fosse alla base del crollo del Ponte di Tacoma Narrows nel 1940.